# A Merca
A Merca – gmina w Hiszpanii, w prowincji Ourense, w Galicji, o powierzchni 50,99 km². W 2011 roku gmina liczyła 2197 mieszkańców.